# 5992 Ніттлер
5992 Ніттлер (5992 Nittler) — астероїд головного поясу, відкритий 28 лютого 1981 року.
Тіссеранів параметр щодо Юпітера — 3,355.